# 스트릿건즈
스트릿건즈는 타이거, 로이, 철수, 규규, 인선 5인조로 구성된 대한민국의 밴드이다.

## 역사
| 구분     | 내용                                                                                 | 기타 |
| -------- | ------------------------------------------------------------------------------------ | ---- |
| 이름     | 락타이거즈(The RockTigers)                                                           |      |
| 설명     |                                                                                      |      |
| 국가     | 대한민국                                                                             |      |
| 장르     | 로큰롤 로커빌리                                                                      |      |
| 활동시기 | 2000년대, 2010년대                                                                   |      |
| 레이블   | 석기시대, 킹더블, 카바레사운드, 드럭                                                 |      |
| 소속사   | 석기시대                                                                             |      |
| 구성원   | 벨벳지나 (보컬) 타이거 (기타) 에디 타란튤라 (기타) 로이 (베이스) 잭 더 나이프 (드럼) |      |

정규음반
- 《Come On Let's Go》 (2003)
- 《Oldies But Goodies》 (2007)
- 《Taste The Kimchibilly》 (2008)
- 《Rock 'N' Roll Licence》 (2010)

EP
- 《Rockabilly Coaster》 (2010, 일본)
- 《Electric Travel》 (2011)

락타이거즈(The RockTigers)는 대한민국의 5인조 로커빌리 밴드였다. 2001년 결성하여 4장의 정규 앨범 및 일본어 EP 와 영어 EP도 각각 발매 하였다. 2004년부터 일본 도쿄 빅럼블페스티벌, 싱가포르 Rock d'Fort 페스티벌을 비롯하여 2009년부터 매해 일본 투어를 하였으며 2011년에는 샌프란시스코, 로스앤젤레스, 라스베가스, 홍콩, 상해 투어를 한다. 국내에 일본 로커빌리 아티스트를 초청하여 진행하는 자체 로커빌리 공연 <<김치빌리나잇>>을 2008년부터 지속적으로 진행하여왔다. 2013년 지산월드록페스티벌을 마지막으로 보컬 교체. 멤버들은 보컬 교체 후 밴드명을 스트릿건즈로 바꾸고 활동을 이어나가고 있다.

## 소개
- 밴드강국인 서구, 유럽권에서만 우승자가 배출되던 <Hard Rock Rising>의 최초 아시아 출신 글로벌위너(최종우승자)로 유명하다.
- 이들은 글로벌위너의 타이틀을 거머쥔 후 파나마에서 열린 하드락 그룹 뮤직 디렉터들을 대상으로한 컨퍼런스에서 단독공연을 갖기도 하였다.
- 멜론매거진[6]
- 밴드 '끝내주는 오빠들'에서 비주얼담당으로 팬덤 층이 있었던 철수가 밴드의 보컬로 트레이닝을 시작, 1여 년 간 새 음반 작업을 한 뒤
- 2014년 3월 1일 클럽 FF에서의 공연을 방아쇠로 활동을 시작했다.
- 음악적 색깔은 한국화된 로커빌리인 김치빌리.
- 전신 그룹의 상징과도 같았던 리젠트와 로이의 더블베이스액션도 여전하다.

## 구성원
- 박성호 (리더기타)
  - 경력: 1999년 푸펑충을 결성
- 철수 (보컬)
  - 경력: 끝내주는 오빠들
- 김경률 (예명 로이, 업라이트베이스)

2017년 4월 25일, 소찬휘와 결혼.
- 규규 (리드기타)
- 인선 (드럼)

## 음반 목록

### 정규 음반
- 《Ordinary Band》 (2015.02.13.)

| 트랙 | 제목                          | 길이 | 특이사항 |
| ---- | ----------------------------- | ---- | -------- |
| 1    | Rock Is Black                 | 2:38 | -        |
| 2    | Everybody Needs Rock And Roll | 3:02 | 타이틀   |
| 3    | 넌 넌무 쿨해                  | 3:07 | -        |
| 4    | Let Me In                     | 3:33 | -        |
| 5    | Crazy Night                   | 3:05 | -        |
| 6    | Ordinary Band                 | 3:37 | 타이틀   |
| 7    | Black Rose Tattoo             | 2:55 | -        |
| 8    | Crazy About You               | 2:57 | -        |
| 9    | Back To Me                    | 4:39 | -        |

### 디지털 싱글
- 《꽃이 져서야 봄인줄 알았네》 (2015.07.22.)

| 트랙 | 제목                       | 길이 | 특이사항 |
| ---- | -------------------------- | ---- | -------- |
| 1    | 꽃이 져서야 봄인 줄 알았네 | 3:24 | 타이틀   |

### EP
- 《SUMMER TIME MACHINE BLUES》 (2017.02.01.)

| 트랙 | 제목                                   | 길이 | 특이사항 |
| ---- | -------------------------------------- | ---- | -------- |
| 1    | SUMMER TIME MACHINE BLUES              | 3:22 | -        |
| 2    | 너란여자                               | 3:50 | 타이틀   |
| 3    | 냉장고를 부탁해                        | 4:28 | -        |
| 4    | 결론은 버킹검                          | 3:20 | -        |
| 5    | 꽃이 져서야 봄인 줄 알았네 (2017 Ver.) | 3:16 | -        |
| 6    | 사랑니                                 | 3:45 |          |

### 디지털 싱글
- 《집이 최고야》 (2017.07.10.)

| 트랙 | 제목        | 길이 | 특이사항 |
| ---- | ----------- | ---- | -------- |
| 1    | 집이 최고야 | 3:34 | 타이틀   |

- 《우리동네 이자카야》 (2018.01.14.)

| 트랙 | 제목                     | 길이 | 특이사항 |
| ---- | ------------------------ | ---- | -------- |
| 1    | 우리동네 이자카야        | 4:07 | 타이틀   |
| 2    | 우리동네 이자카야(inst.) | 4:07 | -        |

## 이야기거리
Hard Rock Rising 2016 최종우승자 'Global Winner' 전세계 1만여 밴드가 경합을 벌이는 세계대회로, 매 회 밴드강국인 미국, 유럽 등에서 글로벌위너가 배출되었으나 2016년에는 대회 역사상 처음으로 아시아밴드, 한국의 스트릿건즈가 글로벌위너를 차지했다.
<꽃이 져서야 봄인 줄 알았네> 전국오월창작가요제 대상을 거머쥔 곡이며, '하드록 라이징 2016'에서 글로벌 위너로 선정되게 한 결승곡이다.
2015년 TOP밴드 시즌 3에 출연. 장미여관코치팀에 속했다. 최종 TOP3에 올랐다.
'2016 부산록페스티벌', '2016 JUMF 전주얼티밋뮤직페스티벌', '용인포크락페스티벌', '춘천밴드페스티벌' 등 유수의 뮤직페스티벌 라인업에 이름을 올리고 있으며, 가수 강남과의 로커빌리 콜라보레이션 (KBS <불후의 명곡>) 등 대중에게 로커빌리를 알리는 활동을 꾸준히 펼치고 있다.
베이시스트 로이가 소찬휘와 혼인신고를 하였다.